# Suite of Carols (Strings)
Suite of Carols is een compositie van de Amerikaanse componist Leroy Anderson; deze componist is vooral bekend van zijn lichte muziek en in mindere mate van zijn klassieke muziek zoals zijn pianoconcert.
Deze suite is zoals de titel weergeeft een verzameling arrangement kerstliederen. Anderson componeerde drie suites met deze titel:
1. één met strijkinstrumenten;
2. een voor 12 à 13 houtblazers en
3. een voor koperblaasinstrumenten.

De versie voor alleen strijkinstrumenten is opgenomen op een elpee uit 1955. Anderson staat bekend als een perfectionist en zal ongetwijfeld ook voor dit werkje maandenlang zitten schaven aan het werk. Wat direct opvalt aan de compositie is de transparantie van de partituur. De vertolkingen van de liedjes is licht, maar meer gedragen dan de versie voor alleen houtblazers.

## Bewerkte liedjes
1. Pastores a Belen;
2. It Came Upon a Midnight Clear;
3. O Little Town of Bethlehem;
4. Bring a Torch, Jeanette, Isabella;
5. Away in a Manger
6. Wassail Song

## Bron en discografie
- Uitgave Naxos BBC Concert Orchestra o.l.v. Leonard Slatkin (bron).
- Uitgave Decca Leroy Anderson Pops Orchestra o.l.v. componist (waarschijnlijk de originele opname of vlak daarna)